# Астарот
Астарот е митологично същество, демон и принц на Ада. Той е символ на злото и е един от най-силните демони слуги на дявола.
Астарот е почитан и от много окултни общества през древността и средновековието, които вярвали, че той ги закриля. Според изследователи името Астарот, води началото си от финикийското божество Астарта.